# Andrés Bonifacio
Andrés Bonifacio y de Castro (Espanhol: [anˈdɾes βoniˈfaθjo]; Tondo, 30 de novembro de 1863 – 10 de maio de 1897) foi um revolucionário filipino, líder da Revolução Filipina - o primeiro movimento revolucionário contra um governo colonial europeu na Ásia - e presidente da República Tagala. Para combater o colonizador espanhol, Bonifacio fundou, em 1892, a sociedade secreta revolucionária Katipunan, que mais tarde converter-se-ia na base do exército revolucionário filipino.

## Carreira
Ele é frequentemente chamado de "O Pai da Revolução Filipina" e considerado um dos heróis nacionais das Filipinas. Ele foi um dos fundadores e mais tarde o Kataastaasang Pangulo (Supremo Presidente, Presidente Supremo em espanhol, muitas vezes abreviado por contemporâneos e historiadores para apenas Supremo) do Kataastaasan, Kagalanggalangang Katipunan ng mga Anak ng Bayan ou mais comumente conhecido como o "Katipunan", um movimento que buscou a independência das Filipinas do domínio colonial espanhol e iniciou a Revolução Tagalo. Com o início da Revolução, Bonifacio reorganizou o Katipunan em um governo revolucionário, com ele mesmo como presidente (Pangulo) de um estado-nação chamado "Haring Bayang Katagalugan" ("Nação Soberana do Povo Tagalog" ou "Nação Tagalo Soberana"), também "Republika ng Katagaluguan" ("Republica Tagala em espanhol), onde em "tagalo" se refere a todos os nascidos nas ilhas filipinas e não apenas ao grupo étnico tagalo. Portanto, alguns historiadores argumentaram que ele deveria ser considerado o primeiro presidente dos tagalo, em vez das Filipinas; é por isso que ele não está incluído na atual linha oficial de sucessão.